# Manuel Reuter

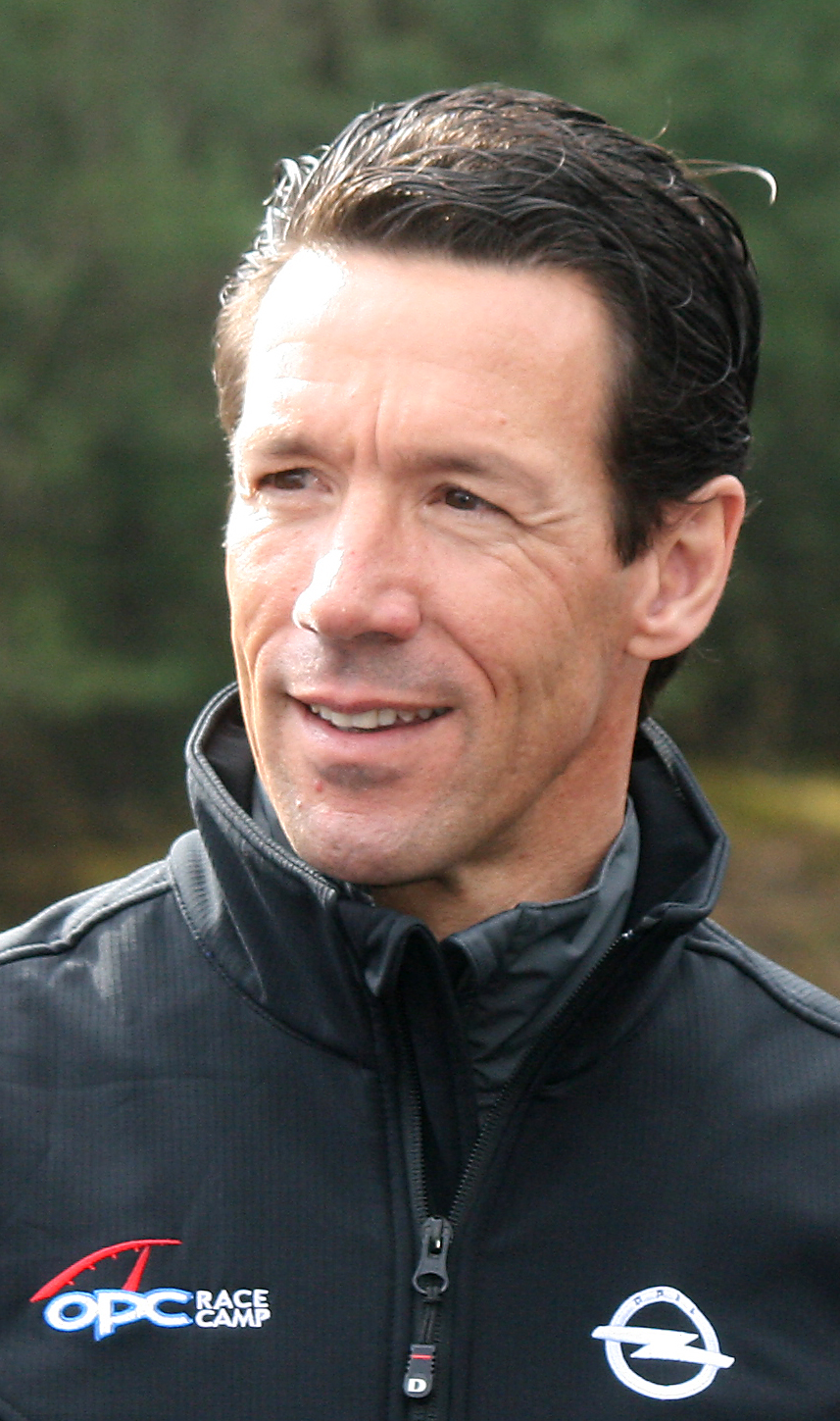
Manuel Reuter

Manuel Reuter (Mainz, 6 december 1961) is een Duits voormalig autocoureur. Hij won de race van 24 uur van Le Mans in 1989 voor Sauber-Mercedes en in 1996 voor het Zwitserse racing team Sauber. Ook in 1996 won hij de Deutsche Tourenwagen Meisterschaft. Daarnaast nam hij voor Opel deel aan de Super Tourenwagen Cup. Toen Opel zich in 2005 terugtrok als sponsor van de Deutsche Tourenwagen-Masters, stopte Reuter ook. Van 2007 tot en met 2013 leverde hij commentaar voor Das Erste bij de DTM races.
Een naamgenoot maakt sinds 2007 carrière als DJ Manian.